# Echinax
Genre
Echinax est un genre d'araignées aranéomorphes de la famille des Corinnidae.

## Distribution
Les espèces de ce genre se rencontrent en Afrique subsaharienne et en Asie.

## Liste des espèces
Selon World Spider Catalog (version 25.0, 12/02/2024) :
- Echinax anlongensis Yang, Song & Zhu, 2004
- Echinax baisha Lu & Li, 2023
- Echinax bosmansi (Deeleman-Reinhold, 1995)
- Echinax breviducta L. Zhang & F. Zhang, 2023
- Echinax clara Haddad, 2012
- Echinax hesperis Haddad, 2012
- Echinax javana (Deeleman-Reinhold, 1995)
- Echinax longespina (Simon, 1909)
- Echinax natalensis Haddad, 2012
- Echinax oxyopoides (Deeleman-Reinhold, 1995)
- Echinax panache Deeleman-Reinhold, 2001
- Echinax scharffi Haddad, 2012
- Echinax similis Haddad, 2012
- Echinax spatulata Haddad, 2012
- Echinax wuzhishan L. Zhang & F. Zhang, 2023

## Systématique et taxinomie
Ce genre a été décrit par Deeleman-Reinhold en 2001 dans les Corinnidae.

## Publication originale
- Deeleman-Reinhold, 2001 : Forest spiders of South East Asia: with a revision of the sac and ground spiders (Araneae: Clubionidae, Corinnidae, Liocranidae, Gnaphosidae, Prodidomidae and Trochanterriidae. Brill, Leiden, p. 1-591.